# Deriva antigénica
La deriva antigénica o cambios antigénicos menores es un mecanismo de variación antigénica de los virus (típicamente de la gripe); es decir una mutación en las proteínas de la superficie del virus que son las que el sistema inmune normalmente reconoce y ataca. La modificación de las mismas, en este caso usualmente tan solo de un aminoácido, dificulta al sistema inmune la defensa mediante los anticuerpos de infecciones anteriores.
Aún más, puede producirse el efecto Hoskins o pecado original antigénico, que no solo genera que el sistema inmune intente defenderse con los anticuerpos para una variante anterior, sino que inhibe en gran parte el mecanismo que produciría una respuesta específica para esta nueva variante.